# Гурије Таврически
Гурије Таврически (рођ. Григориј Платонович Карпов; 1814, Саратов — 17 (29) марта 1882, Симферопољ) — епископ Руске православне цркве, архиепископ таврички и симферопољски.

## Биографија
Рођен је 1814. године у Саратову у породици свештеника. 1836 г. Завршио је Саратовску духовну богословију. Године 1837. уписао је Петроградску духовну академију.
Замонашен је 12. јула 1838, за јерођакона је рукоположен 4. августа, а за јеромонаха 20. новембра 1839. .
Године 1839. дипломирао је на Петербуршкој академији са степеном кандидата богословије и 23. децембра исте године именован је за члана пекиншке мисије.
21 фебруара 1851 године је уздигнут у чин архимандрита; 12. октобра исте године постављен је за надзорника Александровске духовне школе.
17. августа 1855. године добио је степен магистра богословља.
25. августа 1856. године постављен је за шефа пекиншке мисије и на овој функцији је био до 1864. године.
Живећи 18 година у Кини, прво као члан, а потом и као шеф мисије, уложио је много труда и енергије да адекватно испуни поверени му посао. Непрестано је наилазио на потешкоће, али је волео свој посао и био упоран, стрпљив у његовом успешном завршетку. Морао је сам да научи да прави пећи и да учи друге да праве руске пећи да не би патио од хладноће зими.
Савршено је научио кинески језик, течно је говорио и писао њиме. Превео је на кинески језик Нови завет у два тома, Јеванђеље, Псалтир и низ других књига везаних за православно богослужење.
13. септембра 1865. године постављен је за игумана московског Симоновског манастира.
Од 26. јануара 1866 — старешина амбасадорске цркве у Риму.
5. јула 1866. године хиротонисан је за епископа чебоксарског, викара Казањске епархије.
Због тешке болести архиепископа казанског Атанасија (Соколова) он је фактички управљао епархијом. Био је ангажован на рестаурацији и декорацији храма у манастиру Преображења у Казању.
Године 1867. основао је и стао на чело братства Светог Гурија Казанског и остао члан до своје смрти.
Од 15. децембра 1867. — епископ тавријски и симферопољски.
Од првих дана управљања Тавричком епархијом, бринуо се о образовању свештенства. Резултат његовог труда било је отварање Богословије и две богословске школе — мушке и женске. Постигао је побољшање материјалног положаја свештенства своје епархије.
Од 1876 — почасни члан Црквено-археолошког друштва и Кијевске духовне академије.
21. априла 1881. године уздигнут је у чин архијереја.
Преминуо је 17. марта 1882. године у Симферопољу.

## Канонизација и поштовање
Канонизован је на начин помесно поштованих светиња одлуком Светог Синода Украјинске православне Цркве 18. маја 2008. године, установљењем спомен - дана 17. марта.
Митрополит Лазар (Свет) је 1. јула 2008. године у сарадњи са кримским свештенством одслужио парастос на гробу Архиепископа Гурија у храму Свих Светих у Симферопољу. Дана 2. јула, на Првом симферопољском грађанском гробљу, у огради цркве Свих Светих, пронађени су остаци Светог Гурија и пренети у цркву. Митрополит Лазар је 4. јула у сарадњи са кримским свештенством ходочастио са светим моштима у Тросветитељску богословску цркву коју је подигао Свети Гурије.